# گزا آلفولدی
گزا آلفولدی (انگلیسی: Géza Alföldy; ۷ ژوئن ۱۹۳۵ – ۶ نوامبر ۲۰۱۱) استاد دانشگاه اهل مجارستان بود.
وی همچنین برندهٔ جوایزی همچون جایزه کرئو د سن ژردی شده‌است.